# Sumiyoshi

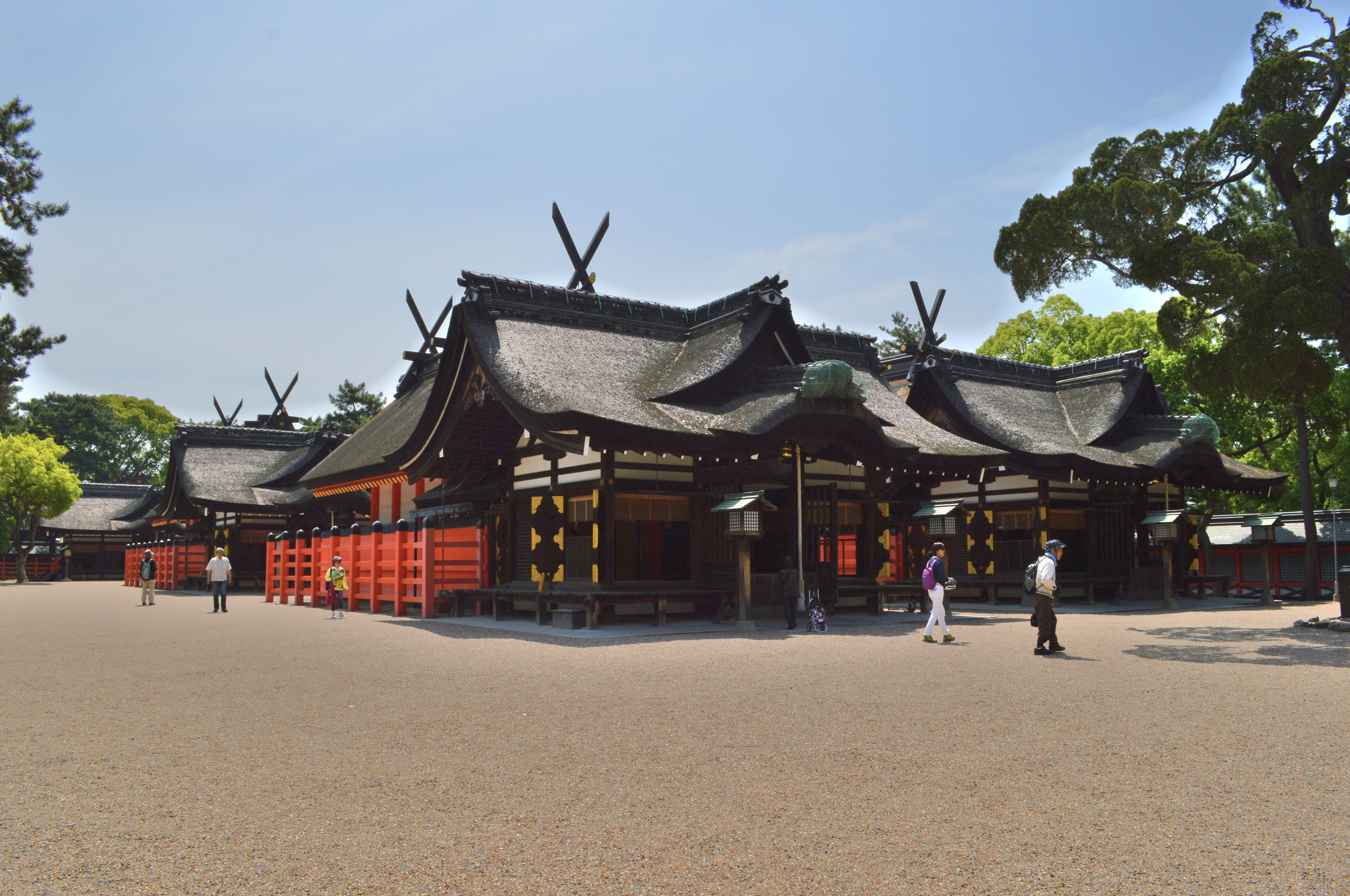
Gran santuari de Sumiyoshi

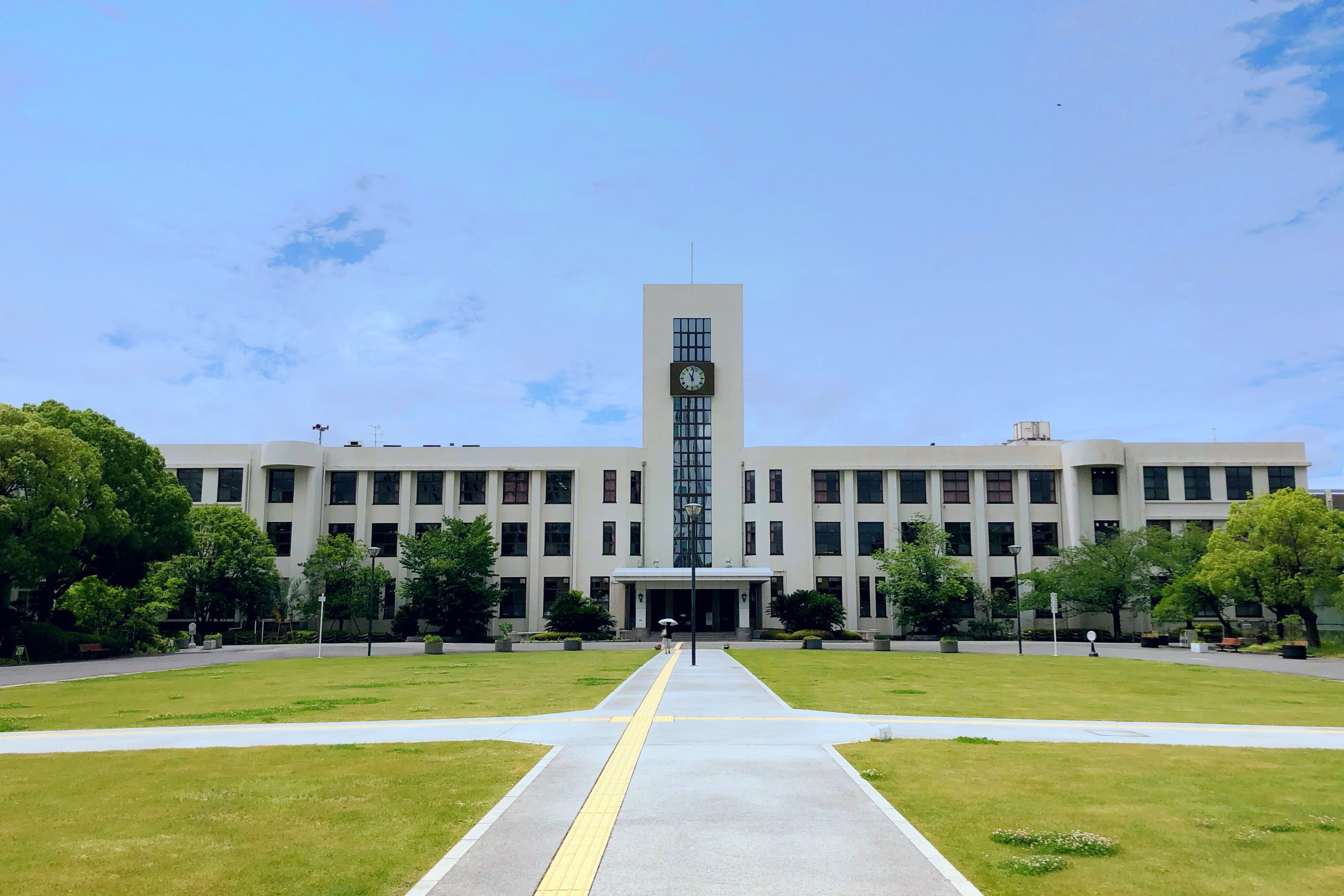
Universitat Municipal d'Osaka

Sumiyoshi (住吉区, Sumiyoshi-ku) és un dels 24 districtes urbans de la ciutat d'Osaka, capital de la prefectura homònima, a la regió de Kansai, Japó.

## Geografia
El districte urbà de Sumiyoshi es troba localitzat a la part sud de l'altiplà d'Uemachi, a l'extrem més meridional de la ciutat d'Osaka, estant separat de la ciutat de Sakai pel riu Yamato. La part nord de Sumiyoshi és una zona residencial continuada amb la part sud del districte d'Abeno. Els barris de Tezukayama a Abeno i Tezukayama-Naka, Tezukayama-Higashi i Tezukayama-Nishi a Sumiyoshi són zones residencials de la classe alta. Al sud, al voltant del gran santuari de Sumiyoshi o Sumiyoshi taisha, es troben els barris de Sumiyoshi i Ue-Sumiyoshi, llar de les famílies més tradicionals i antigues de la zona. Més enllà d'aquests barris, a l'est del districte, es troben els de Shimizugaoka, Sumine, Oriono, Dairyō, Minami-Sumiyoshi, Yamanouchi i Nagai, tradicionals barris de la classe mitjana. El terme del districte de Sumiyoshi limita amb els de Nishinari i Abeno al nord; amb la ciutat de Sakai al sud; amb Suminoe a l'oest i amb Higashi-Sumiyoshi a l'est.

### Barris
Els chōchō o barris del districte són els següents:
- Asaka (浅香)
- Abiko (我孫子)
- Abiko-Higashi (我孫子東)
- Abiko-Nishi (我孫子西)
- Ue-Sumiyoshi (上住吉)
- Oriono (遠里小野)
- Karita (苅田)
- Sawano-chō (沢之町)
- Shimizugaoka (清水丘)
- Sugimoto (杉本)
- Sumie (墨江)
- Sumiyoshi (住吉)
- Sentai (千躰)
- Dairyō (大領)
- Tezukayama-Naka (帝塚山中)
- Tezukayama-Higashi (帝塚山東)
- Tezukayama-Nishi (帝塚山西)
- Tonotsuji (殿辻)
- Nagai (長居)
- Nagai-Higashi (長居東)
- Nagai-Nishi (長居西)
- Nagao-chō (長峡町)
- Niwai (庭井)
- Bandai (万代)
- Bandai-Higashi (万代東)
- Higashi-Kohama (東粉浜)
- Minami-Sumiyoshi (南住吉)
- Yamanouchi (山之内)
- Yamanouchi-motomachi (山之内元町)

## Història
El districte urbà de Sumiyoshi ha estat històricament el ja desaparegut districte de Sumiyoshi (住吉郡, Sumiyoshi-gun), pertanyent fins a la fi del període Tokugawa a la província de Settsu. Abans de pertànyer a la ciutat d'Osaka, la zona va evolucionar independentment d'Osaka. L'any 1878 es creà el districte de Sumiyoshi (Sumiyoshi-gun d'acord amb la nova llei que dividia el Japó en districtes (gun), districtes urbans (ku), viles (machi o chō) i pobles (mura o son). La capital del districte va ser establerta a l'única vila d'aquest, Anryū, actual barri del districte de Suminoe. El 1896 una reforma del sistema de districtes va fer que el de Sumiyoshi sigués absorbit pel districte de Higashinari (東成郡, Nishinari-gun), actualment també desaparegut. L'actual districte de Sumiyoshi es fundà l'1 d'abril de 1925, fruit de la segona expansió territorial d'Osaka, en aquest cas sobre el territori de l'antic Sumiyoshi-gun. L'1 d'abril de 1943, Sumiyoshi va patir dues escissions que donarien com a resultat els actuals districtes d'Abeno i Higashi-Sumiyoshi (Sumiyoshi oriental). El 22 de juliol de 1974, Sumiyoshi va patir la seua darrera escissió, quan se separà la part més occidental per tal de formar l'actual districte de Suminoe, perdent Sumiyoshi el seu accés a la mar.

## Transport

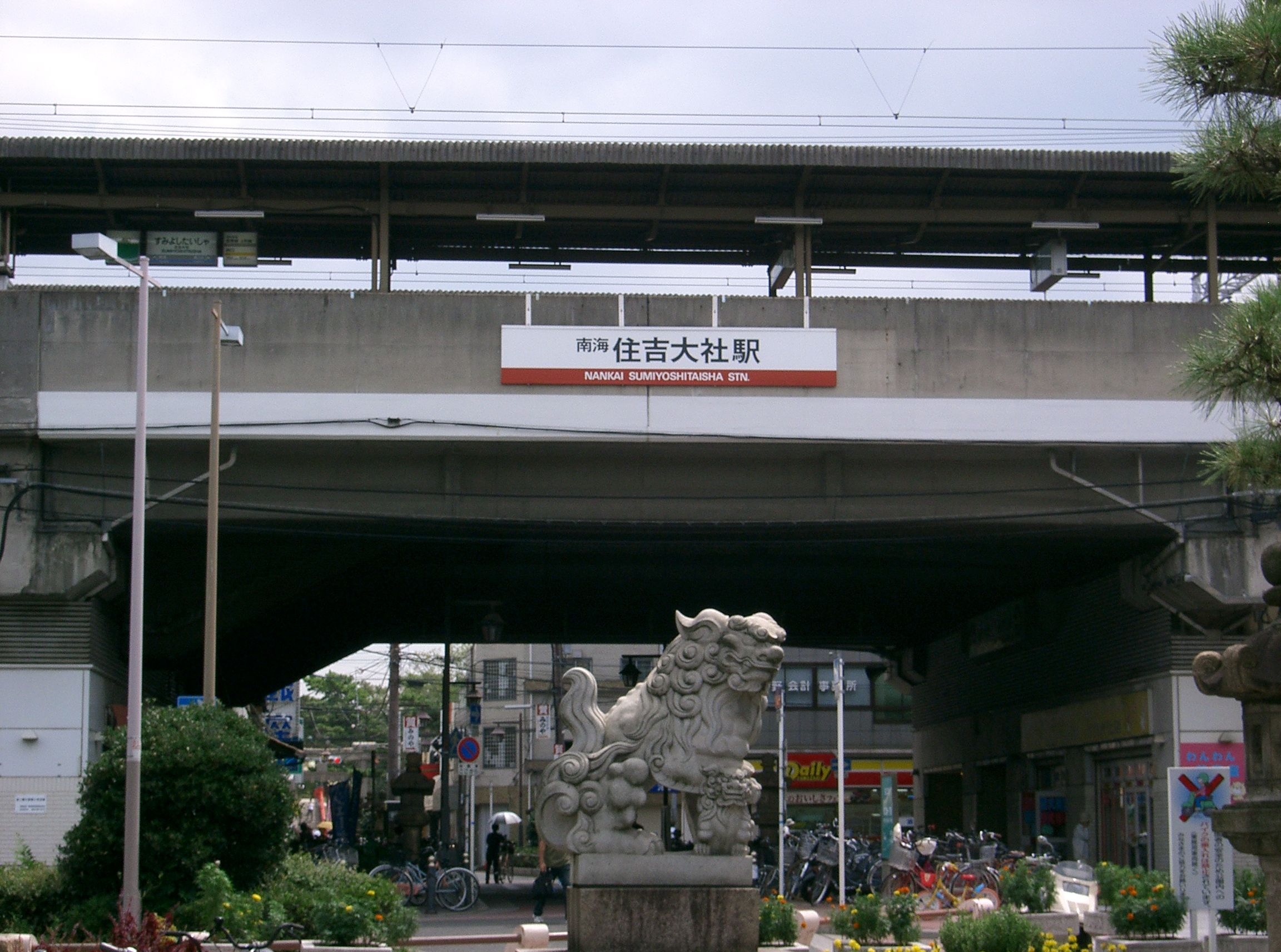
Estació de Sumiyoshi taisha

### Ferrocarril
- Companyia de Ferrocarrils del Japó Occidental (JR West)
  - Nagai - Abikochō - Sugimotochō
- Metro d'Osaka
  - Nagai - Abiko
- Ferrocarril Elèctric Nankai
  - Kohama - Sumiyoshi-taisha - Tezukayama - Sumiyoshi-Higashi - Sawanochō - Abiko-mae
- Xarxa de Tramvies d'Osaka-Sakai
  - Tsukanishi - Higashi-Kohama - Sumiyoshi - Sumiyoshi torii-mae - Hosoigawa - Anryû - Abikomichi - Tezukayama-sanchôme - Tezukayama-yonchôme - Kaminoki

### Carretera
- Nacional 479